# Güin
Güin (llamada oficialmente Santiago de Güín) es una parroquia y un lugar español del municipio de Bande, en la provincia de Orense, Galicia.

## Toponimia
La parroquia también es conocida por el nombre de Santiago de Güin.

## Organización territorial
La parroquia está formada por dos entidades de población:
- A Ponte Liñares (A Feira Nova)
- Güín

## Demografía

### Parroquia
| Gráfica de evolución demográfica de Güin (parroquia) entre 2000 y 2021 |
|                                                                        |
| Datos según el nomenclátor publicado por el INE.                       |

### Lugar
| Gráfica de evolución demográfica de Güín (lugar) entre 2000 y 2021 |
|                                                                    |
| Datos según el nomenclátor publicado por el INE.                   |